# Kaya Scodelario
Kaya Rose Scodelario-Davis (West Sussex, 13 de março de 1992) é uma atriz britânica. É mais conhecida por interpretar Effy Stonem na série televisiva Skins, Teresa Agnes na trilogia de filmes Maze Runner: Correr ou Morrer, e Carina Smyth no filme Piratas do Caribe: A Vingança de Salazar. Também participou da série Senna, produção nacional da Netflix sobre a vida do piloto Ayrton Senna. Kaya é fluente em português e filha de brasileira.

## Biografia
Kaya Scodelario (cujo nome de batismo é Kaya Rose Humphrey) nasceu em Haywards Heath, West Sussex, na Inglaterra, filha de Katia Scodelario, uma brasileira de Itu, no interior de São Paulo, que se mudou para a Inglaterra em 1990, e de Roger Humphrey, um britânico, morto em 2010.
Quando tinha um ano de idade, os pais de Kaya se divorciaram. Aos quatro anos, mudou-se com a sua mãe para Londres. Em casa, Kaya só conversava com a sua mãe em português, tornando-se fluente no idioma. Posteriormente, adotou o sobrenome da mãe, Scodelario, herdado de um bisavô italiano imigrado no Brasil.
Kaya sofreu bullying em sua adolescência, e atuar foi um meio de fuga para ela, pela qual conquistou sua autoconfiança e logo se apaixonou pela arte. Ela decidiu que seria atriz após ter atuado em uma peça em sua escola chamada "Oliver".

## Carreira

#### Skins
Aos 14 anos, sem experiência em atuação, foi escalada em 2006 para a primeira temporada de Skins (Juventude à Flor da Pele no Brasil), para o papel de Effy Stonem. Chegando ao local onde aconteceriam os testes, ela achou que era muito nova e ficou desencorajada, mas um produtor a deteve antes que ela pudesse ir embora e pediu que fizesse o  teste. Durante a 1.ª temporada da série, seu papel tinha pouquíssimas falas, mas a personagem foi desenvolvida consideravelmente na 2.ª temporada, em 2008, até que afinal se tornou central em 2009, depois de o elenco ser substituído para dar espaço à nova geração de personagens. Os personagens de Kaya Scodelario e de Lisa Backwell foram os únicos a retornar à série, sendo que somente Scodelario apareceu nas quatro temporadas de Skins.
Em março de 2009, foi anunciado, no site oficial de Skins, que uma 7.ª temporada havia sido planejada, na qual Scodelario e o restante do elenco reprisariam os seus papéis. As filmagens começaram em julho, e Scodelario revelou que o dia 18 de novembro de 2009 havia sido seu último dia de filmagem e que ela iria sentir falta de atuar na série. Scodelario saiu após quatro temporadas, dando espaço à 3.ª geração de personagens.
Em 2012, foi anunciado oficialmente que três dos  antigos personagens de Skins voltariam para uma nova e última temporada. Seriam três episódios de duas horas cada, onde Kaya Scodelario, Jack O'Connell e Hannah Murray voltariam à TV para dar vida a Effy, Cook e Cassie, respectivamente. Os episódios, denominados "Pure" (Cassie), "Fire" (Effy) e "Rise" (Cook), concluem definitivamente a saga Skins. Por sua performance em Skins, Kaya Scodelario foi nomeada para o TV Quick Awards de 2009 e 2010, na categoria de Melhor Atriz.

#### Outros trabalhos
Depois de Skins, Kaya participou de alguns filmes. Em 2009 interpretou Eve, filha do astronauta Sam Bell (Sam Rockwell), no filme de ficção científica Moon (Lunar). Em 2010 fez seu segundo filme, Shank, no qual interpretou uma adolescente integrante de um gangue chamada Tasha. No mesmo ano, fez uma pequena participação no filme Clash Of Titans (Fúria de Titãs (2010)) interpretando Peshet. Também participou de videoclipes de Plan B e The Ruskins. Kaya também trabalhou como modelo durante esses anos.
Kaya filmou na Cidade do Cabo, na África do Sul, o thriller Tiger House. E ainda tem três papeis sem pré-produção e sem previsão de lançamento ou de filmagem. Um deles é Invisible no qual interpretará Lola, e Stay With Me, que segundo rumores, irá interpretar Lamb. Kaya fez sua estreia no cinema com uma pequena participação filme de ficção científica e terror Moon, que foi exibido no Sundance Film Festival em 2009, ganhando críticas positivas. Em seu segundo filme, intitulado Shank, interpreta uma adolescente chamada Tasha. O filme foi lançado em 26 de março de 2010. Ela também apareceu em 2010 no remake de Fúria de Titãs como Peshet. Em 2015 foi anunciada sua participação em Pirates of the Caribbean 5, onde interpreta Carina Smyth, filha do capitão Barbossa.
Em 2011, interpretou Catherine Earnshaw (Cathy) no filme Wuthering Heights, de Andrea Arnold, baseado no clássico de Emily Brontë. Kaya se sentiu atraída abordagem inconvencional com que Arnold abordou a história. O filme foi exibido em vários festivais, incluindo o 68º Festival Internacional de Cinema de Veneza e o Festival de Sundance). Ainda em 2011, participou mais uma vez de um clipe de Plan B (Writing’s On The Wall).
Em 2012, Kaya atuou ao lado de Billie Piper na minissérie de improvisos True Love que relata o interesse de Holly por Karen, interpretada por Kaya. Nesse mesmo ano participou do filme Twenty8k como Sally Weaver. Como também interpretou Zoey, a melhor amiga de Tessa Scott (Dakota Fanning) no filme Now Is Good. Kaya também participou de Spike Island como figurante. Ainda em 2012, Kaya foi modelo da J. Estina, marca coreana de joias.
O ano de 2013 foi um grande ano na carreira de Kaya. Ela foi protagonista de seu primeiro filme americano, chamado Emanuel and The Truth About Fishes no qual interpretou Emanuel, ao lado de atores como Jessica Biel e Alfred Molina. No filme, Emanuel desenvolve uma certa obsessão por sua vizinha Linda, que é bem semelhante à sua falecida mãe. O filme participou de grandes festivais como o Sundance e Ashland Independent Film Award no qual Kaya ganhou seu primeiro prêmio junto do elenco. Nesse mesmo ano, voltou á interpretar Effy Stonem na temporada final de Skins, chamada Skins Redux. Fez também uma participação na série britânica do canal BBC Southcliffe, interpretando Anna Salter. Kaya também participou de uma minissérie para a marca Salvatore Ferragamo chamada Walking Stories interpretando Sara Campbell. Neste mesmo ano, ganhou o papel de Teresa Agnes na adaptação cinematográfica do livro The Maze Runner. O filme estreou nos cinemas em 2014.
Assinou com a Models 1 e posou para várias revistas, incluindo Teen Vogue, Nylon, Instyle UK, Elle UK, Dazed & Confused, Vogue e i-D. Ela também apareceu nos clipes "Stay Too Long", "She Said" e "Love Goes Down" do rapper britânico  Plan B, além do clipe "Candy" do cantor Robbie Williams.

## Vida pessoal
Kaya é filha de pai britânico e mãe brasileira. Seus pais se divorciaram quando ela era criança e ela foi criada por sua mãe, subsequentemente adotou seu sobrenome e se tornou fluente em português. Ela frequentou a Islington Arts and Media School. Seus avós maternos moram na cidade de Itu.
Kaya revelou numa entrevista que ela namorou Jack O'Connell, do elenco de Skins por um ano antes de terminarem, e ainda continuam bons amigos. Em 2009, ela começou a namorar o ator Elliott Tittensor, conhecido pela série britânica Shameless, os dois terminaram o relacionamento no começo de 2014 e logo após começou a namorar o ator Benjamin Walker e no final de 2015 os dois se casaram em Nova York. Em 8 de junho de 2016, a atriz anunciou em uma rede social que estava grávida de seu primeiro filho com Benjamin, e deu à luz um menino em novembro do mesmo ano. Em setembro de 2021, anunciou sua segunda gravidez e deu à luz a uma menina em janeiro de 2022. Em fevereiro de 2024, ela confirmou que o casal havia se separado.
De 2008 a 2010, Scodelario morou independentemente num apartamento no norte de Londres, dizendo que é importante para uma mulher ser "independente e forte". Em 2010, ela se mudou para Manchester, onde morou com Elliott Tittensor, o irmão dele, Luke, e dois de seus amigos homens. Ela foi votada na versão britânica do FHM, na 100 World's Sexiest Women 2010, como a 13.ª mais sexy do mundo. E no ano seguinte, ficou com a 30.ª posição. Kaya recentemente contou a revista brasileira Contigo! que pretende melhorar seu português para que possa trabalhar na televisão brasileira no futuro.

## Filmografia

### Filmes
| Ano  | Título                                           | Papel                    | Notas           | Ref.   |
| ---- | ------------------------------------------------ | ------------------------ | --------------- | ------ |
| 2009 | Moon                                             | Eve Bell                 |                 | [ 22 ] |
| 2010 | Clash of the Titans                              | Peshet                   |                 | [ 23 ] |
| 2010 | Shank                                            | Tasha                    |                 | [ 24 ] |
| 2011 | Wuthering Heights                                | Catherine Earnshaw       |                 | [ 25 ] |
| 2012 | Now Is Good                                      | Zoey Walker              |                 | [ 26 ] |
| 2012 | Twenty8k                                         | Sally Weaver             |                 | [ 27 ] |
| 2012 | Spike Island                                     | T-shirt Vendor           |                 | [ 28 ] |
| 2013 | The Truth About Emanuel                          | Emanuel                  |                 | [ 29 ] |
| 2013 | Walking Stories                                  | Sara Campbell            | Curta-metragem  | [ 30 ] |
| 2014 | Maze Runner - Correr ou Morrer                   | Teresa                   |                 | [ 31 ] |
| 2014 | Tiger House                                      | Kelly                    |                 | [ 32 ] |
| 2014 | A Plea for Grimsby                               | Jone's Girlfriend        | Curta-metragem  | [ 33 ] |
| 2015 | Maze Runner: The Scorch Trials                   | Teresa                   |                 | [ 34 ] |
| 2017 | Pirates of the Caribbean: Dead Men Tell No Tales | Carina Smyth             |                 | [ 35 ] |
| 2018 | Maze Runner: A Cura Mortal                       | Teresa                   |                 | [ 36 ] |
| 2019 | Crawl                                            | Haley Keller             |                 | [ 37 ] |
| 2019 | Extremely Wicked, Shockingly Evil and Vile       | Carol Ann Boone          |                 | [ 38 ] |
| 2021 | Resident Evil                                    | Claire Redfield          |                 | [ 39 ] |
| 2022 | The King's Daughter                              | Marie-Joséphe D'Alembert | Filmado em 2014 | [ 40 ] |
| 2022 | Don't Make Me Go                                 | Annie                    |                 | [ 41 ] |
| 2022 | This Is Christmas                                | Emma                     |                 | [ 42 ] |

### Televisão
| Ano             | Título         | Papel              | Notas                          | Ref.          |
| --------------- | -------------- | ------------------ | ------------------------------ | ------------- |
| 2007–2010, 2013 | Skins          | Effy Stonem        | Elenco regular (27 episódios)  | [ 43 ]        |
| 2012            | True Love      | Karen              | 2 episódios: "Holly", "Adrian" | [ 44 ]        |
| 2013            | Southcliffe    | Anna               | Minissérie (4 episódios)       | [ 45 ]        |
| 2020            | Spinning Out   | Kat Baker          | Série de televisão             | [ 46 ]        |
| 2020            | The Pale Horse | Hermia Easterbrook | Minissérie                     | [ 47 ]        |
| 2024–presente   | The Gentlemen  | Susie Glass        | Papel principal                | [ 48 ]        |
| 2024            | Senna          | Jornalista Laura   | Participação                   | [ 49 ] [ 50 ] |

### Videoclipes
| Ano  | Música                | Álbum                              | Artísta         | Ref.   |
| ---- | --------------------- | ---------------------------------- | --------------- | ------ |
| 2009 | Stay Too Long         | The Defamation of Strickland Banks | Plan B          | [ 51 ] |
| 2010 | She Said              | The Defamation of Strickland Banks | Plan B          | [ 52 ] |
| 2010 | Old Isleworth         | Old Isleworth                      | The Ruskins     | [ 53 ] |
| 2010 | Love Goes Down        | The Defamation of Strickland Banks | Plan B          | [ 54 ] |
| 2011 | Writing's on the Wall | The Defamation of Strickland Banks | Plan B          | [ 55 ] |
| 2012 | Candy                 | Take the Crown                     | Robbie Williams | [ 56 ] |

## Prêmios e indicações
| Ano  | Cerimônia                                | Categoria | Obra                                             | Resultado |
| ---- | ---------------------------------------- | --- | ------------------------------------------------ | --------- |
| 2008 | Golden Nymph                             | Melhor Atriz - Série Dramática | Skins                                            | Indicada  |
| 2009 | TV Quick Awards                          | Melhor Atriz | Skins                                            | Indicada  |
| 2010 | TV Quick Awards                          | Melhor Atriz | Skins                                            | Indicada  |
| 2010 | Golden Nymph                             | Melhor Atriz - Série Dramática | Skins                                            | Indicada  |
| 2012 | GLAMOUR Women of the Year Awards         | Avanço PANDORA | Wuthering Heights                                | Indicada  |
| 2012 | Virgin Media Movie Awards                | Próxima Grande Novidade de 2012 | Ela mesma                                        | Indicada  |
| 2013 | Virgin Media Movie Awards                | Melhor Atriz | True Love                                        | Indicada  |
| 2013 | Ashland Independent Film Award           | Melhor conjunto de atores: recurso compartilhado com Jessica Biel, Alfred Molina, Frances O'Connor, Jimmi Simpson e Aneurin Barnard | The Truth About Emanuel                          | Venceu    |
| 2014 | GLAMOUR Women of the Year Awards         | Atriz de TV do Reino Unido | Skins / Southcliffe                              | Indicada  |
| 2015 | GLAMOUR Women of the Year Awards         | PRÓXIMO Avanço | Maze Runner - Correr ou Morrer                   | Indicada  |
| 2015 | Teen Choice Awards                       | Melhor Atriz de Filme: Ação | Maze Runner - Correr ou Morrer                   | Indicada  |
| 2015 | Capricho Awards                          | Melhor Atriz Internacional | Maze Runner - Correr ou Morrer                   | Indicada  |
| 2016 | Teen Choice Awards                       | Melhor Atriz de Filme: Ação | Maze Runner: The Scorch Trials                   | Indicada  |
| 2017 | Teen Choice Awards                       | Melhor Atriz de Filme: Ação | Pirates of the Caribbean: Dead Men Tell No Tales | Indicada  |
| 2018 | Teen Choice Awards                       | Choice Movie Ship (compartilhado com Dylan O'Brien)                                                                                 | Maze Runner: A Cura Mortal                       | Indicada  |
| 2019 | National Film & TV Awards                | Melhor Atriz | Crawl                                            | Indicada  |
| 2023 | Golden Raspberry Awards                  | Pior Atriz | The King's Daughter                              | Indicada  |
| 2024 | Gothan TV Awards                         | Melhor Perfomance em Série de Comédia                                                                                               | The Gentleman                                    | Indicada  |
| 2025 | Prêmio Platino de Cinema Ibero-Americano | Melhor Atriz Coadjuvante de Série                                                                                                   | Senna                                            | Pendente  |